# ثقافة سياسية
الثقافة السياسية (بالإنجليزية: Political culture) هي مجموعة القيم والمعايير السلوكية المتعلقة بالأفراد في علاقاتهم مع السلطة السياسية. والثقافة السياسية هي جزء من الثقافة العامة للمجتمع. وهي تختلف من بلد لآخر حتى لو كان شعباه ينتهجان نفس الأساليب الحياتية، وينتميان إلى نفس الحضارة، ويتقاسمان الاهتمامات والولاءات. ويقصد بالثقافة السياسية مجموعة المعارف والآراء والاتجاهات السائدة نحو شئون السياسة والحكم، الدولة والسلطة، الولاء والانتماء، الشرعية والمشاركة. وتعنى أيضاً منظومة المعتقدات والرموز والقيم المحددة للكيفية التي يرى بها مجتمع معين الدور المناسب للحكومة وضوابط هذا الدور، والعلاقة المناسبة بين الحاكم والمحكوم.
ومعنى ذلك أن الثقافة السياسية تتمحور حول قيم واتجاهات وقناعات طويلة الأمد بخصوص الظواهر السياسية، وينقل كل مجتمع مجموعة رموزه وقيمه وأعرافه الأساسية إلى أفراد شعبه، ويشكل الأفراد مجموعة من القناعات بخصوص أدوار النظام السياسى بشتى مؤسساته الرسمية وغير الرسمية، وحقوقهم وواجباتهم نحو ذلك النظام السياسى.
ولما كانت الثقافة السياسية للمجتمع جزءاً من ثقافته العامة، فهى تتكون بدورها من عدة ثقافات فرعية، وتشمل تلك الثقافات الفرعية: ثقافة الشباب، والنخبة الحاكمة، والعمال، والفلاحين، والمرأة.. الخ.
وبذلك تكون الثقافة السياسية هي مجموع الاتجاهات والمعتقدات والمشاعر التي تعطى نظاماً ومعنى للعملية السياسية، وتقدم القواعد المستقرة التي تحكم تصرفات الأفراد داخل النظام السياسى، وبذلك فهى تنصب على المثل والمعايير السياسية التي يلتزم بها أعضاء المجتمع السياسى، والتي تحدد الإطار الذي يحدث التصرف السياسى في نطاقه.

## عناصر مفهوم الثقافة السياسية
أي أن الثقافة السياسية تدور حول ما يسود المجتمع من قيم ومعتقدات تؤثر في السلوك السياسى لأعضائه حكاماً ومحكومين.
وعلى ذلك يمكن تحديد عناصر مفهوم الثقافة السياسية على النحو التالى:
- تمثل الثقافة السياسية مجموعة القيم والاتجاهات والسلوكيات والمعارف السياسية لأفراد المجتمع.
- الثقافة السياسية ثقافة فرعية. فهى جزء من الثقافة العامة للمجتمع تؤثر فيه وتتأثر به، ولكنها لا تستطيع أن تشذ عن ذلك الإطار العام لثقافة المجتمع.
- تتميز الثقافة السياسية بأنها متغيرة. فهى لا تعرف الثبات المطلق، ويتوقف حجم ومدى التغير على عدة عوامل من بينها: مدى ومعدل التغير في الأبنية الاقتصادية والاجتماعية والسياسية، ودرجة اهتمام النخبة الحاكمة بقضية التغير الثقافى، وحجم الاهتمام الذي توليه وتخصصه الدولة لإحداث هذا التغيير في ثقافة المجتمع، ومدى رسوخ هذه القيم في نفوس الأفراد.
- تختلف الثقافة السياسية بين مجتمع وآخر كما تختلف من فرد لآخر داخل المجتمع. هذا الاختلاف تفرضه عوامل معينة كالأصل ومحل الإقامة والمهنة والمستوى الاقتصادى والحالة التعليمية

## مكونات الثقافة السياسية
يمكن الحديث عن مجموعة من العناصر أو المكونات للثقافة السياسية سواء تلك التي تتبناها الدولة (ثقافة الحكام) أو الثقافة الرسمية وتلك السائدة لدى أفراد المجتمع (المحكومين) والتي تسمى الثقافة غير الرسمية ومن هذه المكونات:

### المرجعية
وهي تعنى الإطار الفكري الفلسفي المتكامل، أو المرجع الأساسي للعمل السياسى، فهو يفسر التاريخ، ويحدد الأهداف والرؤى، ويبرر المواقف والممارسات، ويكسب النظام الشرعية.
وغالباً ما يتحقق الاستقرار بإجماع أعضاء المجتمع على الرضا عن مرجعية الدولة، ووجود قناعات بأهميتها وتعبيرها عن أهدافهم وقيمهم. وعندما يحدث الاختلاف بين عناصر النظام حول المرجعية، تحدث الانقسامات وتبدأ الأزمات التي تهدد شرعية النظام وبقائه واستقراره.
ومن أمثلة المرجعيات الديمقراطية، والاشتراكية، والرأسمالية، والعلمانية.. الخ وأغلب الظن أنه لا يوجد أثر محسوس للاختلاف بين عناصر المجتمع في الديمقراطيات الغربية، إذ أن هناك اتفاقا عاما على الصيغ المناسبة لشكل النظام السياسى والاجتماعى والاقتصادى، أما في الدول النامية فالمسائل المتعلقة بشكل نظام الحكم وطبيعة النظام الاقتصادى وحدود العلاقة بين الدين والدولة لم تحسم بعد ولا تزال مثار خلاف وصراع.

### التوجه نحو العمل العام
هناك فرق بين التوجه الفردى الذي يميل إلى الاعلاء من شأن الفرد وتغليب مصلحته الشخصية، وبين التوجه العام أو الجماعى الذي يعنى الايمان بأهمية العمل التعاونى المشترك في المجالين الاجتماعى والسياسى.
والتوجه نحو العمل العام والإحساس بالمسئولية الاجتماعية تجاه المجتمع وقضاياه من أهم مكونات الثقافة السياسية، ذلك أن هذا الشعور بالمسئولية يدفع المواطن إلى الإيجابية في التعامل مع القضايا والموضوعات في ظل ثقافة متشابهة مؤداها الإحساس بالولاء للجماعة.

### التوجه نحو النظام السياسى
الاتجاه نحو النظام السياسى والايمان بضرورة الولاء له والتعلق به من ضرورات الإحساس بالمواطنة وما ترتبه من حقوق والتزامات. فكل ثقافة سياسية عليها أن تحدد النطاق العام المعقول للعمل السياسى والحدود المشروعة بين الحياة العامة والحياة الخاصة. ويتضمن هذا النطاق تحديد الأفراد المسموح لهم بالمشاركة في العملية السياسية ووظائف المؤسسات السياسية كل على حدة.
كما تفرض الثقافة السياسية معرفة حدود المشاركة في هذا النظام مثل السن والجنس والمكانة الاجتماعية والوضع العائلى.
بالإضافة إلى أن بعض الثقافات السياسية تحرص على تحديد الأبنية والوظائف السياسية في الدولة، وكذلك الأجهزة المنوطة بتحقيق الأهداف التيتحددها الدولة. فالثقافة السياسية هي التي تدعم النظام، وتحدد أطره، وتغذيه بالمعلومات المستمدة من واقع البيئة وخصوصيتها، وتحافظ عليه وتضمن بقاءه.

### الإحساس بالهوية
يعتبر البعض أن الإحساس بالانتماء من أهم المعتقدات السياسية، ذلك أن شعور الأفراد بالولاء للنظام السياسى يساعد على اضفاء الشرعية على النظام، كما يساعد على بقاء النظام وتخطيه الأزمات والمصاعب التي تواجهه.
فضلاً عن أن الإحساس بالولاء والانتماء للوطن يساعد على بلورة وتنمية الشعور بالواجب الوطني وتقبل الالتزامات، كما يمكن من فهم الحقوق والمشاركة الفاعلة في العمليات السياسية من خلال التعاون مع الجهاز الحكومى والمؤسسات السياسية، وتقبل قرارات السلطة السياسية والايمان بالدور الفاعل لها في كافة مجالات الحياة.

## أثر الثقافة السياسية على النظام السياسى
يحتاج أي نظام سياسى إلى وجود ثقافة سياسية تغذيه وتحافظ عليه. فالحكم الفردى توائمه ثقافة سياسية تتمحور عناصرها في الخوف من السلطة والإذعان لها، وضعف الميل إلى المشاركة، وفتور الايمان بكرامة وذاتية الإنسان، وعدم اتاحة الفرص لظهور المعارضة. أما الحكم الديمقراطى فيتطلب ثقافة تؤمن بحقوق الإنسان، وتقتنع بضرورة حماية الإنسان وكرامته في مواجهة أي اعتداء على هذه الحريات، حتى لو كان من قبل السلطة نفسها، كما يشترط لاستمرار النظام والحفاظ على بقائه توافر شعور متبادل بالثقة بالآخرين في ظل مناخ اجتماعى وثقافى يعد الإنسان لتقبل فكرة وجود الرأى والرأى الآخر، ويسمح بوجود قدر من المعارضة في إطار قواعد وأطر سياسية موضوعة بدقة لكى تنظم العلاقة بين أفراد المجتمع السياسى.
وتساهم الثقافة السياسية السائدة في المجتمع إلى حد كبير في بلدان كثيرة في تحديد شكل نظام الحكم، بل انها قد تساهم في تحديد عناصر القيادة السياسية. فقد تكون القيادة السياسية حكرا على عائلة معينة أو على مجموعة صغيرة ذات وضعية خاصة دينية أو مذهبية أو عرقية أو تعليمية. وحيث يقدر المجتمع كبار السن ويعلى الذكور على الإناث، يغلب أن تجئ القيادة من صفوف المسنين الذكور. وفي كثير من الأنظمة السياسية ينظر إلى فئة معينة على أنها الأجدر بالسيطرة على المستويات العليا للسلطة. هذه الفئة قد تكون رجال الدين أو العسكريين أو المحامين.. الخ. وفي مثل هذه الحالة يتوقع أن تعكس السياسة العامة مصالحهم في المقام الأول.
وتؤثر الثقافة السياسية كذلك على علاقة الفرد بالعملية السياسية، فبعض المجتمعات تتميز بقوة الشعور بالولاء الوطني والمواطنة المسئولة، وهنا يتوقع ان يشارك الفرد في الحياة العامة، وأن يسهم طواعية في النهوض بالمجتمع الذي ينتمى إليه. وفي دول أخرى يتسم الافراد باللامبالاة والاغتراب وعدم الشعور بالمسئولية تجاه أي شخص خارج محيط الأسرة. وفي بعض الأحيان ينظر المواطن إلى النظام السياسى على أنه أبوى يتعهده من المهد إلى اللحد ويتولى كل شيء نيابة عنه ويعمل على ضمان رفاهية الجماعة. وفي المقابل قد يتشكك الفرد في السلطة السياسية ويعتبرها مجرد أداة لتحقيق مصالح القائمين عليها ليس إلا. لذلك يمكن القول أن الاستقرار السياسى يعتمد على الثقافة السياسية. فالتجانس الثقافى والتوافق بين ثقافة النخبة والجماهير يساعدان على الاستقرار. أما التجزئة الثقافية والاختلاف بين ثقافة النخبة وثقافة الجماهير، فإنه يشكل مصدر تهديد لاستقرار النظام السياسى.

## الدين والثقافة السياسية
إن النقاش حول الثقافة السياسية يكون ناقصاً دون تقييم دور الدين. وكمصدر للقيم الاساسية، فإن الدين يعتبر مكوّناً هاماً في الثقافة السياسية في دول عديدة. وهذا يعود إلى سلطة الدين في شرعنة أو نزع شرعية السلطة العلمانية. وكونه يتموقع فوق العالم العلماني، فإن الدين يمنح الشرعية ولا يستمدها، فبإمكان القادة الدينيين المسؤولين عن تفسير العقيدة أن يتحولوا في أقصى نفوذهم إلى حرّاس الثقافة السياسية.
إن هذا الدور الفريد أجبر الحكّام على تكريس اهتمام بالغ لعلاقاتهم بـ (المؤسسة الروحية). في العالم ماقبل الحديث كان الدين يشرعن بصورة مباشرة كافة مناشط ووجه الحياة في المجتمع. وقد لحظنا بان الدين والحكومة شكّلا نظاماً متكاملاً، فالدين إلى حد كبير هو ثقافة سياسية. في العالم النامي، أصبح الدين ثقافة المحرومين، وأنه جهاز رئيسي بالنسبة لأولئك الذين يشعرون بالابعاد من المجتمع، إنهم قادرون على الإفصاح عن احباطهم. وبالنسبة للفقراء بخاصة في مجتمعات غير متكافئة أو متساوية فإن الدين يعتبر الصوت القوي للمعارضة السياسية.
في هذه المرحلة، إن الدليل الدامغ على أهمية الدين يبرز من خلال انبعاث الإسلام. إنه الدين الأسرع انتشاراً في العالم، وهو الدين الذي تستمد منه كافة القوى السياسية ثقافة الاحتجاج ضد الديكتاتوريات وسياسات الهيمنة واخيراً ضد الغرب الاستعماري. لقد ازدادت أهمية الإسلام كمصدر رئيسي للثقافة السياسية لشعوب الشرق الأوسط وربما لأكثر من مليار مسلم في أرجاء العالم منذ عقدين على الاقل، حيث بات استعمال الخطاب الإسلامي ضرورياً في الحرب من أجل المصالح الخاصة أو العامة.